# Onouphis
Onouphis  (altgriechisch Ὄνουφις, lateinisch Onuphis) war ein antiker Ort im Nildelta in Ägypten und der Hauptort des Nomos Onouphites. Er befand sich beim heutigen Mahallat Minuf, etwa 11 km nördlich vom Tanta. In der Spätantike war Onouphis Sitz eines Bischofs. Auf dieses Bistum geht das Titularbistum Onuphis der römisch-katholischen Kirche zurück.